# Wembley Stadium (1923)
|  | Aquest article tracta sobre l'antic estadi. Vegeu-ne altres significats a «Wembley Stadium». |

El Wembley Stadium era un estadi multiús, però principalment utilitzat per a la pràctica del futbol, situat al barri del mateix nom a Londres, capital d'Anglaterra. Va ser l'estadi més famós de la Gran Bretanya i un dels més coneguts de tot el món.

## Història

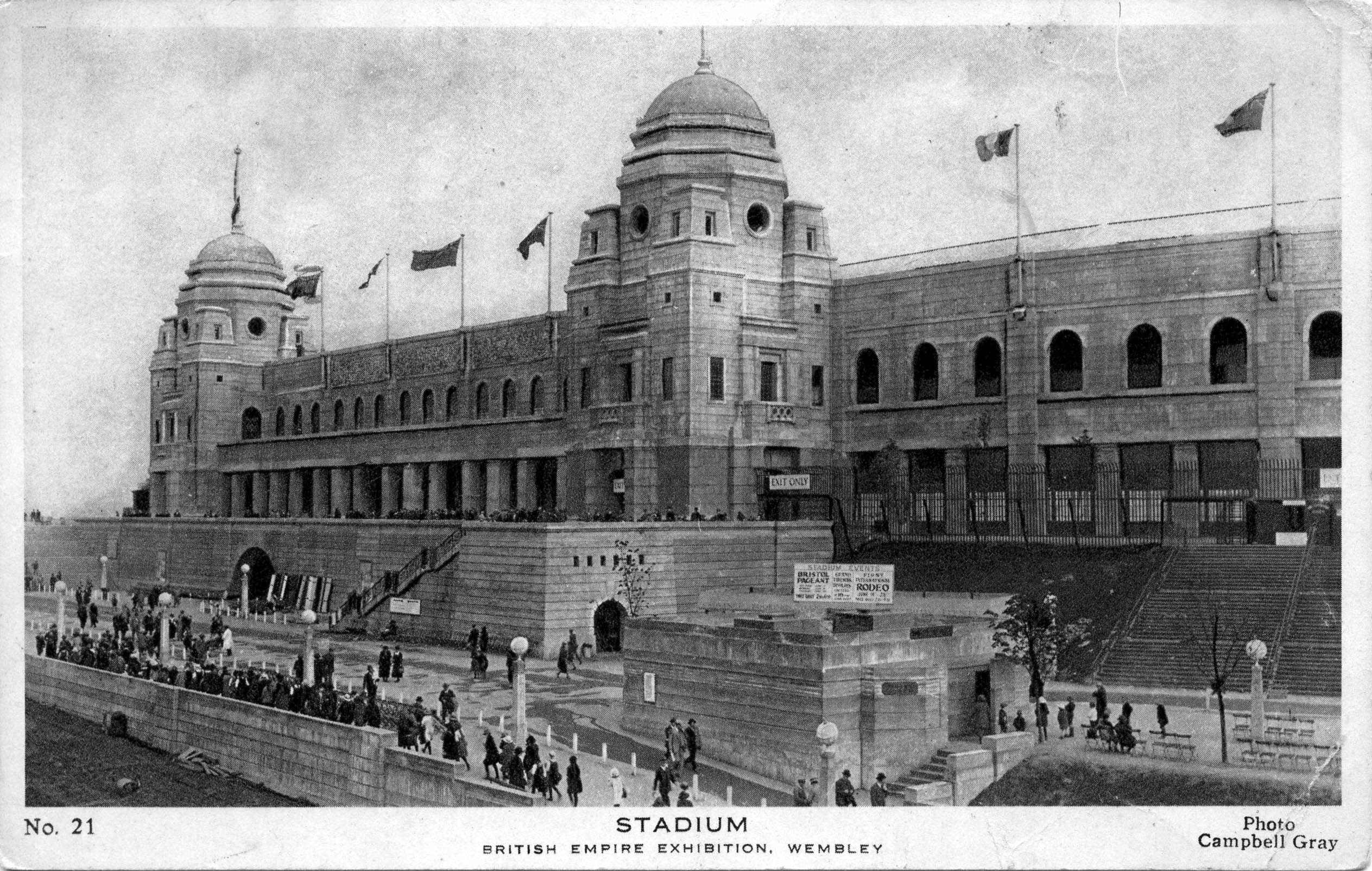
Postal que representa lExposició de l'Imperi Britànic del 1924

Va ser inaugurat el 1923 en ocasió de l'exposició imperial britànica que havia de realitzar-se l'any següent, de fet el seu nom original era Estadi Imperial (en anglès: Empire Stadium). Gran part del paisatge original de Wembley Park d’Humphry Repton es va transformar entre 1922 i 1923 durant els preparatius per a l’Exposició de l'Imperi Britànic de 1924 i 1925. Conegut inicialment com a British Empire Exhibition Stadium o simplement Empire Stadium, la construcció va ser duta a terme per Sir Robert McAlpine per a l’Exposició de l'Imperi Britànic de 1924 (ampliada fins al 1925).
L'estadi va costar 750.000 lliures (equivalent a aproximadament 49,81 milions de lliures el 2023) i es va construir al lloc d'una capritx anomenat Torre de Watkin. Els arquitectes van ser Sir John Simpson i Maxwell Ayrton i l'enginyer en cap Sir Owen Williams. La intenció original era enderrocar l'estadi al final de l'Exposició, però es va salvar per suggeriment de Sir James Stevenson, un escocès que era president del comitè organitzador de l'Exposició Imperial. El terreny s'havia utilitzat per a futbol ja a la dècada de 1880.
Al final de l'exposició, que va resultar ser una decepció financera, molts consideraven que el recinte de Wembley era un vast elefant blanc. Va ser comprat per un especulador immobiliari, James White, que tenia previst vendre els edificis per a la seva remodelació, inclòs l'estadi que havia estat la peça central de l'exposició. Arthur Elvin, un exoficial de l'RFC que havia treballat en un quiosc de tabac a l'exposició i tenia experiència prèvia treballant per a una empresa de ferralla, va ser contractat per White per supervisar la venda dels edificis i la neteja del solar de Wembley.
L'estadi havia entrat en liquidació després que es declarés financerament inviable. Després de nou mesos, havent guanyat una bona suma venent diversos edificis del solar, Elvin va acceptar comprar l'estadi a White per un total de 127.000 lliures com a entrada de 12.000 lliures i la resta més els interessos a pagar durant deu anys.

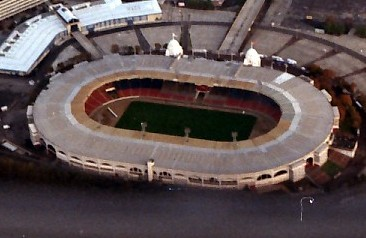
Vista aèria de l'estadi de Wembley, 1991

Davant la fallida personal, White es va suïcidar a casa seva, King Edward's Place, el 1927. Això va causar complicacions financeres a Elvin, obligant-lo a recaptar diners en dues setmanes per comprar l'estadi abans que també fos demolit. Va poder finançar-ho formant la Wembley Stadium and Greyhound Racecourse Company. Va recaptar els diners per comprar l'estadi al preu original que havia acordat amb White, i immediatament el va vendre a l'empresa, cosa que li va deixar un bon benefici personal. En comptes de diners en efectiu, va rebre accions de l'empresa, cosa que li va donar la participació individual més gran a l'estadi de Wembley, i posteriorment es va convertir en president.
Elvin va aconseguir obtenir un benefici considerable amb la introducció de les curses de llebrers a partir del 1927 i se li atribueix haver salvat l'estadi del tancament i la demolició.
El marcador elèctric i el sostre circumdant, fets d'alumini i vidre translúcid, es van afegir el 1963.
El 1977 es van erigir tanques al voltant del camp després del partit Anglaterra vs Escòcia, quan els aficionats escocesos van envair el terreny de joc i van vandalitzar el camp i les porteries. Aquestes tanques van ser enderrocades després del desastre de Hillsborough el 1989.

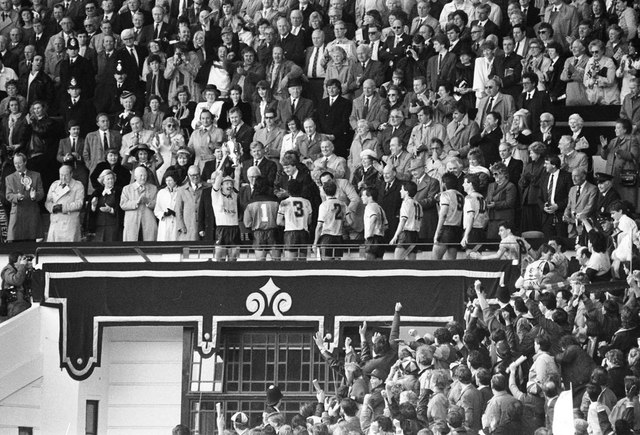
La Llotja Reial a l'abril de 1986. Aquí es van fer els lliuraments de trofeus.

Les distintives Torres Bessones de l'estadi es van convertir en la seva marca registrada i sobrenom. També eren ben coneguts els 39 esglaons que calia pujar per arribar a la Llotja Reial i recollir un trofeu (i medalles de guanyadors/perdedors). El 1934, es va construir l’Empire Pool a prop. La Col·lecció de l'Estadi de Wembley es conserva al Museu Nacional del Futbol. L'estadi va tancar l'octubre del 2000 i la demolició va començar el desembre del 2002, completant-se el 2003 per a la seva remodelació. La part superior d'una de les torres bessones es va erigir com a memorial al parc del costat nord d'Overton Close, a la propera finca de Saint Raphael.
Les ciutats de Birmingham i Coventry van presentar candidatures per fer-se la nova seu de la selecció de futbol d'Anglaterra després de disputes i una polèmica política sobre la construcció del nou Wembley. Aquestes ofertes finalment no van tenir èxit, ja que la FA va decidir el 2002 mantenir la selecció nacional al nou Wembley un cop finalitzat.
Era la Catedral del futbol segons Pelé, i per ella hi van desfilar grans figures del futbol mundial. A més, van succeir-hi jugades que van marcar la història del futbol, com el polèmic gol anglès a la final de la Copa del Món 1966 i la famosa parada coneguda com l'escorpí, executada pel porter colombià René Higuita en un partit amistós davant Anglaterra.
No obstant això, l'estadi va ser enderrocat el 2000 amb la finalitat de construir en el mateix lloc el Nou Wembley, un estadi ultramodern multiús amb capacitat per a 90.000 persones que pogués hostatjar els Jocs Olímpics de Londres del 2012.

## Esdeveniments
El 1948, va ser la seu principal dels Jocs Olímpics de Londres. S'hi van celebrar les proves d'atletisme, les semifinals i les finals d'hoquei i de futbol, el Premi de les Nacions d'equitació i una demostració de lacrosse.
El 1966 va ser una de les seus de la Copa del Món i l'escenari de la final, on Anglaterra es va proclamar campiona davant d'Alemanya. Així mateix, s'hi van disputar 5 finals de la Copa d'Europa: 1963, 1968, 1971, 1978 i 1992, quan el FC Barcelona es va proclamar per primera vegada campió d'Europa en superar a la UC Sampdoria amb un gol de Ronald Koeman. També va ser una de les seus de l'Eurocopa 1996 i l'escenari de la final. A més, era l'estadi on es disputaven habitualment els partits de la selecció anglesa i les finals de les competicions futbolístiques angleses.
A més, és la seu permanent de la final de la Copa Challenge de rugbi a 13 des del 1929. D'aquest esport, també ha estat la seu de diversos partits internacionals, com ara la final de la Copa del Món de Rugby League de 1995 entre Austràlia i Anglaterra, guanyada pels aussies.

## Música
L'estadi es va convertir en un recinte musical l'agost de 1972 amb The London Rock and Roll Show, un concert d'estrelles. Més tard va acollir diversos concerts i esdeveniments, entre els quals destaca la part britànica del Live Aid, que va comptar amb artistes com David Bowie, Queen, Paul McCartney, Elton John, Status Quo, The Who, Dire Straits i U2, celebrada a l'estadi el 13 de juliol de 1985.
Altres concerts benèfics que van tenir lloc a l'estadi van ser els de Human Rights Now! concert, el concert d'homenatge al 70è aniversari de Nelson Mandela, Nelson Mandela: Un concert d'homenatge internacional per a Sud-àfrica gratuïta, el concert d'homenatge a Freddie Mercury per a la conscienciació sobre la sida i el concert benèfic de NetAid.
Alguns dels artistes que van tocar a l'estadi de Wembley són:
- Michael Jackson va actuar 15 vegades en aquesta ubicació, la majoria per qualsevol artista en la història de l'estadi Wembley. Durant el Bad World Tour de Michael Jackson el 1988, va rebre un premi especial de funcionaris de l'estadi Wembley per trencar un rècord mundial Guinness amb un total combinat de 504.000 persones que assisteixen als set espectacles de Wembley.[19] El concert del 16 de juliol de 1988 va comptar amb la presència de Diana, la princesa de Gal·les i el príncep Carles (ara rei Carles III), i un DVD d'aquest concert (Live at Wembley 16 de juliol de 1988) va ser llançat el 18 de setembre de 2012.[19] Jackson també va actuar en l'estadi els dies 30 i 31 de juliol, 20, 22 i 23 d'agost de 1992 en el seu Circuit Mundial Perillós, i 12, 15 i 17 de juliol de 1997 en el seu SUH Tour Mundial.
- Crosby, Stages, Nash i Young van tocar el 14 de setembre de 1974. Els hostes inclouen a Joni Mitchell, The Band, Jesse Colin Young.
- Elton John va realitzar set vegades, incloent 1975, 1984, 1992 amb Eric Clapton i 1998 amb Billy Joel. Va encapçalar el concert The Summer of 84, part de la seva European Express Tour, juntament amb bandes com Big Country, Nik Kershaw, Kool i The Gang i Wang Chung. L'espectacle va ser gravat per a una especial de concerts Showtime.[20]
- The Who va tocar el 18 d'agost de 1979: The Who And Friends Roar In. Aquest va ser el primer gran concert de la banda després de la mort del bateria Keith Moon l'any anterior després d'una sèrie d'escalfament més petits.[21]
- Simon and Garfunkel van actuar allí el 19 de juny de 1982.
- The Rolling Stones es van realitzar allí el 1982, 1990, 1995 i 1999.
- Bruce Springsteen i l'E Street Band van tocar tres vegades en el Tour dels Estats Units de 1984 a 1985, i dues vegades el 1988, una vegada durant el Túnel de l'Amor Express Tour i la segona vegada com a part de Drets Humans Ara!. El Túnel de l'Amor Express Tour és la major multitud per a un concert en Wembley: 80.000 persones. Se suposava que Springsteen havia de fer dos espectacles  Wembley, però una lluita programada de boxa de Mike Tyson va fer això impossible, ja que Wembley només va prendre una certa quantitat de dates a l'any per al futbol, concerts i esports. També va actuar una vegada El 2013 i una vegada El 2016 en l'estadi Wembley.[22]
- U2 va realitzar 9 vegades entre 1985 i 1997, incloent quatre nits en la 4a cama (europea) de la seva gira Zooropa els dies 11–12 i 20–21 d'agost de 1993.[23]
- Rod Stewart va actuar allí el 1986, 1991 i 1995
- Queen va realitzar dues nits els dies 11 i 12 de juliol de 1986, en The Magic Tour, amb el concert el 12 de juliol gravat per a un àlbum en viu amb vídeo editat publicat en VHS com a Reina en Wembley i versió completa publicada en DVD com a Reina: En viu en l'estadi Wembley.[24] El 20 d'abril de 1992 es va celebrar en Wembley el concert d'homenatge al mercuri Freddie, un concert en el qual van participar els membres supervivents de la reina i diversos convidats.
- David Bowie va realitzar dues nits els dies 19 i 20 de juny de 1987, en el seu Glass Spider Tour.
- Genesis va tocar quatre concerts consecutius el 1, 2, 3 i 4 de juliol de 1987, en l'Invisible Touch Tour amb una assistència total de més de 300.000. Aquests van ser els últims quatre espectacles per a la gira mundial més important de la banda el 1986–1987. El concert del 4 de juliol de 1987 va comptar amb la presència del príncep Carles i la seva esposa Diana. Els programes van ser filmats i posteriorment llançats en DVD com Genesis Live en l'estadi Wembley.[25]
- Madonna tenia vuit espectacles el 18, 19, 20 d'agost de 1987, 20, 21, 22 de juliol de 1990 i 25 i 26 de setembre de 1993.[26]
- Pink Floyd va realitzar dos espectacles a l'agost de 1988, en el Passeig Momentani de la Raó. Les llums de cerca de la Segona Guerra Mundial es van usar fora de l'estadi per a efectes dramàtics per als aficionats que s'acosten.
- Cliff Richard va tocar els dies 16 i 17 de juny de 1989 enfront de 144.000 persones. Els concerts es van gravar i es van publicar com From a Distance: The Event album i VHS/DVD. Els hostes van incloure The Shadow, Aswad, Kalin Twins, The Searchers, Gerry i els marcapassos, The Dallas Boys, The Vernons Girls, Estoc Aitken Waterman, Tony Meehan i Jet Harris.
- Bros va actuar allí el 19 d'agost de 1989, durant els seus Bros en el concert de 2 Summer.
- Simple Mind va tocar el 26 d'agost de 1989 com a part de la seva gira dels anys de lluita de carrer.
- INXS va tenir un concert el 13 de juliol de 1991 que va ser gravat i llançat com un VHS/DVD amb el nom Live Baby Live).
- Canons N' Roses es van realitzar allí el 31 d'agost de 1991, i el 13 de juny de 1992, com a part de la seva Usi La seva Gira d'Il·lusió. El 13 de juny de 1992, Brian May va ser el convidat especial.
- Prince va actuar allí el 31 de juliol de 1993.
- Jean-Michel Jarre va actuar allí el 28 d'agost de 1993.
- Bon Jovi va jugar tres nits consecutives al juny de 1995, que van ser filmades per a Live des de Londres. També van tocar els dies 19 i 20 d'agost de 2000, i van ser l'últim acte musical que es tocava en el vell Wembley abans que es tanqués.[27]
- Tina Turner (4 concerts en Wembley Stadium, dos al juliol de 1996 i dos al juliol de 2000. Gravat durant el seu Vint-i-quatre Set Tour per l'una Última Vegada en Viu en Concert DVD l'any 2000).[28]

- Eagles va fer 2 nits el 1996 com a part de les seves Hell Frost Over Tour.[29]

- Bryan Adams, al juliol de 1996, enfront d'una multitud de més de 70.000 persones, va realitzar la seva segona venda en la seu del Regne Unit, la primera el 18 de juliol de 1992, i es considera el seu concert més popular; el concert es va emetre en emissores de ràdio en 25 països. A partir de la tarda del 27 de juliol es va obtenir el vídeo Wembley 1996.[30][31]

- Les Spice Girls van tenir espectacles el 19 i 20 de setembre de 1998 a una multitud de 110.000 persones; una va ser gravada i publicada com VHS/DVD.[32]

- The Bee Gees va fer l'One Night Only Tour el 5 de setembre de 1998 a una multitud de més de 56.000 persones.[33]

- Aerosmith amb el suport de Lenny Kravitz van ser els hostes de la Twin Towers Ball el 26 de juny de 1999.

- Céline Dion va realitzar dues vegades, incloent-hi l'11 i 12 de juliol de 1999 com a part de la seva Let's Talk About Love World Tour, actuant a 80.000 persones cada nit.[34]

- Oasis va realitzar dues vegades, 21 i 22 de juliol de 2000, va gravar el seu vídeo i àlbum Familiar a Milions en Wembley i van ser l'última banda del Regne Unit per a encapçalar en el vell Wembley.[35]